# Kennemerland

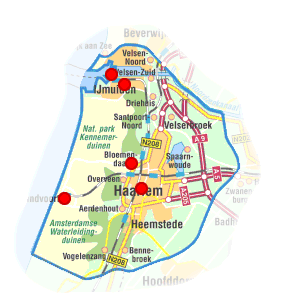
El terme Kennemerland s'utilitza sobretot per a definir l'entorn immediat d'Haarlem

Kennemerland era a l'edat mitjana un territori a Frísia Occidental -sota l'Imperi Carolingi- i més tard un domini del comtat d'Holanda. Ara com ara, el territori el componen tres regions administratives dels Països Baixos (Kennemerland septentrional, central i meridional), on es troben 18 municipis, a la vora de la costa del mar del Nord en la província d'Holanda del Nord.

## Història
El nom Kennemerland deriva de Kennehim o Kinnin, ara "Kinheim", un comtat costaner. Tanmateix, l'origen del nom és discutit. Sembla segur que, en època anterior, el Kennemerland es trobava més al sud que en l'actualitat. El límit nord ha estat fruit de discussions sobre la seva real situació durant l'edat mitjana. Alguns autors el situen a la desembocadura del riu Ij, entre Heemskerk i Castricum. Al contrari, d'altres el fixen més al nord, incloent el territori al voltant d'Hargen i Schoorl. El comtat de Kennemerland va formar part del Regne dels frisons. La seva capital va ser Alkmaar.
A l'època romana, el sud del territori va estar ocupat per la tribu germànica dels canninefates, que també va poder ser origen del seu nom.

## Municipis de les actuals regions administratives
- Alkmaar (2)
- Bergen (9)
- Castricum (14)
- Graft-De Rijp (20) *
- Heerhugowaard (27)
- Heiloo (28)
- Langedijk (34) *
- Schermer (45)
- Beverwijk (10)
- Heemskerk (25)
- Uitgeest (48) *
- Bloemendaal (8) i (12)
- Haarlem (21)

Municipis d'Holanda del Nord

Regions administratives d'Holanda del Nord, el territori de Kennemerland es destaca en verd

- Haarlemmerliede en Spaarnwoude (22)
- Heemstede (26)
- Velsen (50)
- Zandvoort (59)

*Els municipis de Graft-De Rijp, Langedijk, Heerhugowaard, Schermer i Uitgeest pertanyen a les actuals regions administratives; però no van formar part del territori històric de Kennemerland. En principi, aquests municipis havien d'haver estat reagrupats en una regió administrativa denominada Oest de Frísia occidental (West-Friesland-West). Malgrat tot, la província d'Holanda del Nord va decidir que fossin reagrupats amb els municipis propers i el conjunt va passar a dir-se Kennemerland septentrional.

## Natura
A Kennemerland es troba el Parc Nacional de Kennemerland del Sud, conegut pel seu paisatge de dunes, on s'han format petits estanys; però sobretot, la gran diversitat de flora i fauna sorprèn i encanta els amants de la natura.